# Microclytus brunneipennis
Microclytus brunneipennis är en skalbaggsart som beskrevs av Aurivillius 1910. Microclytus brunneipennis ingår i släktet Microclytus och familjen långhorningar.
Artens utbredningsområde är Madagaskar. Inga underarter finns listade i Catalogue of Life.